# ラーハー湖
ラーハー湖（ドイツ語: Laacher See、ドイツ語発音: [ˈlaːxɐ ˈzeː]）は、ドイツ・ラインラント＝プファルツ州のアールヴァイラー郡の南西に位置するカルデラ湖。面積は、3.31平方キロメートル。